# Kartäuser-Pferd
Das Kartäuser-Pferd (span. Cartujano) ist eine besondere Zuchtlinie innerhalb der Pura Raza Española (kurz PRE); diese werden oft auch als Andalusier bezeichnet.
Hintergrundinformationen zur Pferdebewertung und -zucht finden sich unter: Exterieur, Interieur und Pferdezucht.

## Exterieur
Der Kartäuser entspricht vom Aussehen im Wesentlichen dem PRE, wobei er in der Regel kleiner und leichter gebaut ist. Er erreicht ein Stockmaß von etwa 152 cm. Meist sind die Kartäuser Schimmel, gelegentlich kommen aber auch Braune und Rappen vor.

## Interieur
Ähnlich dem Andalusier ist der Kartäuser stolz und sanftmütig zugleich und weist auch dessen übrige positive Eigenschaften auf.

## Zuchtgeschichte

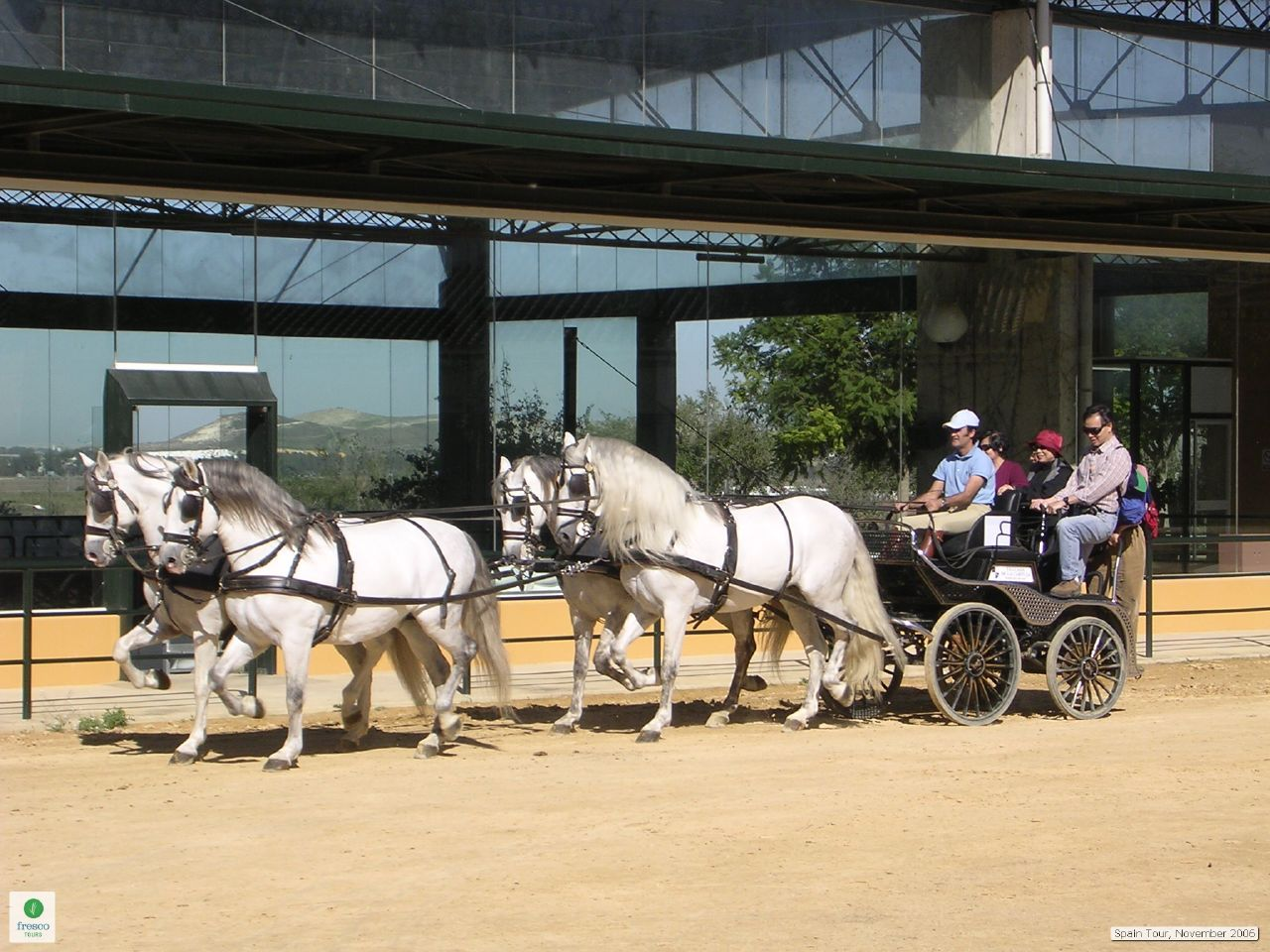
Karhäuser vor einer Kutsche in einer Kartäusershow, Jerez, 2006

Die Rasse verdankt ihren Namen den Mönchen des Kartäuserordens, die im 15. Jahrhundert in der Kartause von Jerez de la Frontera die Zucht etablierten. Die andalusischen Mönche hatten vom spanischen Königshaus 4000 Hektar Land zur Gründung eines Gestüts vermacht bekommen. Sie waren sehr auf die Reinzucht ihrer Pferde bedacht und missachteten dabei sogar den Wunsch des Königs nach einer Einkreuzung von Neapolitanern. Die Kartäusermönche konnten den Bestand ihrer Zucht auch dann noch aufrechterhalten, als die iberischen Pferderassen im restlichen Europa aus der Mode kamen.

## Brandzeichen
Am bekanntesten ist wohl der hierro del bocado, der Kandarenbrand. Diesen gab es mit einem kleinen c, aber auch ohne. Jedoch sind auch viele andere Züchterbrände als Karthäuserbrände bekannt und anerkannt.